# Dr. Heckyll & Mr. Jive (lied)
Dr. Heckyll & Mr. Jive is een nummer van de Australische band Men at Work uit mei 1982. Het is de eerste single van hun tweede studioalbum Cargo.

## Achtergrondinformatie
Het nummer gaat over een gekke wetenschapper genaamd Dr. Heckyll die een drankje maakt dat hem in een vlotte, knappe en spraakzame man verandert. De titel is een parodie op de novelle Strange Case of Dr Jekyll and Mr Hyde uit 1886 van Robert Louis Stevenson. Het verhaal lijkt ook erg op het uitgangspunt van de film The Nutty Professor uit 1963.
"Dr. Heckyll & Mr. Jive" werd een hit in Australië, het thuisland van Men at Work. Daar bereikte het de 6e positie. In het Nederlandse taalgebied bereikte de plaat geen hitlijsten.

## Tracklijst
- 7"

1. "Dr. Heckyll & Mr. Jive" – 4:12
2. "I Like To (live)" – 4:23

- 12"

1. "Dr. Heckyll & Mr. Jive" – 4:36
2. "No Restrictions" – 4:29
3. "Down Under (live)" – 4:30
4. "Be Good Johnny (live)" – 4:32